# Justin Jules
Justin Jules, né le 20 septembre 1986 à Sartrouville, est un coureur cycliste français, professionnel de 2011 à 2021. 
Son palmarès comprend notamment une victoire obtenue en coupe de France lors du Grand Prix d'ouverture La Marseillaise ainsi que des étapes glanées sur des épreuves comme le circuit de la Sarthe, le tour de Provence, le tour d'Aragon et sur des courses des continents asiatique et africain.

## Biographie

### Vie privée et débuts cyclistes
Justin Jules naît le 20 septembre 1986 à Sartrouville. Il est le fils de Pascal Jules, cycliste professionnel de 1982 jusqu'à sa mort dans un accident de la route le 25 octobre 1987, à l'âge de 26 ans, soit 13 mois après la naissance de Justin.
En décembre 2004, Justin Jules est placé en détention provisoire pour avoir tué son beau-père. Sa mère était remariée à un époux violent, qui la frappait, et Justin a voulu la défendre. Justin avait tué son beau-père qui aimait trop l'alcool et pas assez sa maman. « Je ne voulais pas le tuer, je voulais juste qu'il cesse de frapper ma mère », soutenait-il à l'époque. Il est libéré temporairement après l'obtention d'un baccalauréat général à la maison d’arrêt des Hauts-de-Seine. 
Il décrochera ensuite une licence en sciences économiques à l'université de Cergy-Pontoise, commencée en attente de son procès aux assises. C'est aussi durant cette période qu'il commence le cyclisme.
En 2008, Justin Jules est finalement condamné à cinq ans de prison dont trois fermes et est à nouveau écroué.
En 2010, il devient membre de l'équipe amateur Vendée U. Il s'adjuge la septième étape du Circuit des plages vendéennes en début d'année et termine troisième du classement général de l'épreuve. Au cours de cette saison il gagne aussi d’autres courses comme le Circuit de la vallée de la Loire et la Ronde mayennaise.

### Carrière professionnelle

#### 2011-2014: les débuts avec La Pomme Marseille 13 et Véranda Rideau-Super U

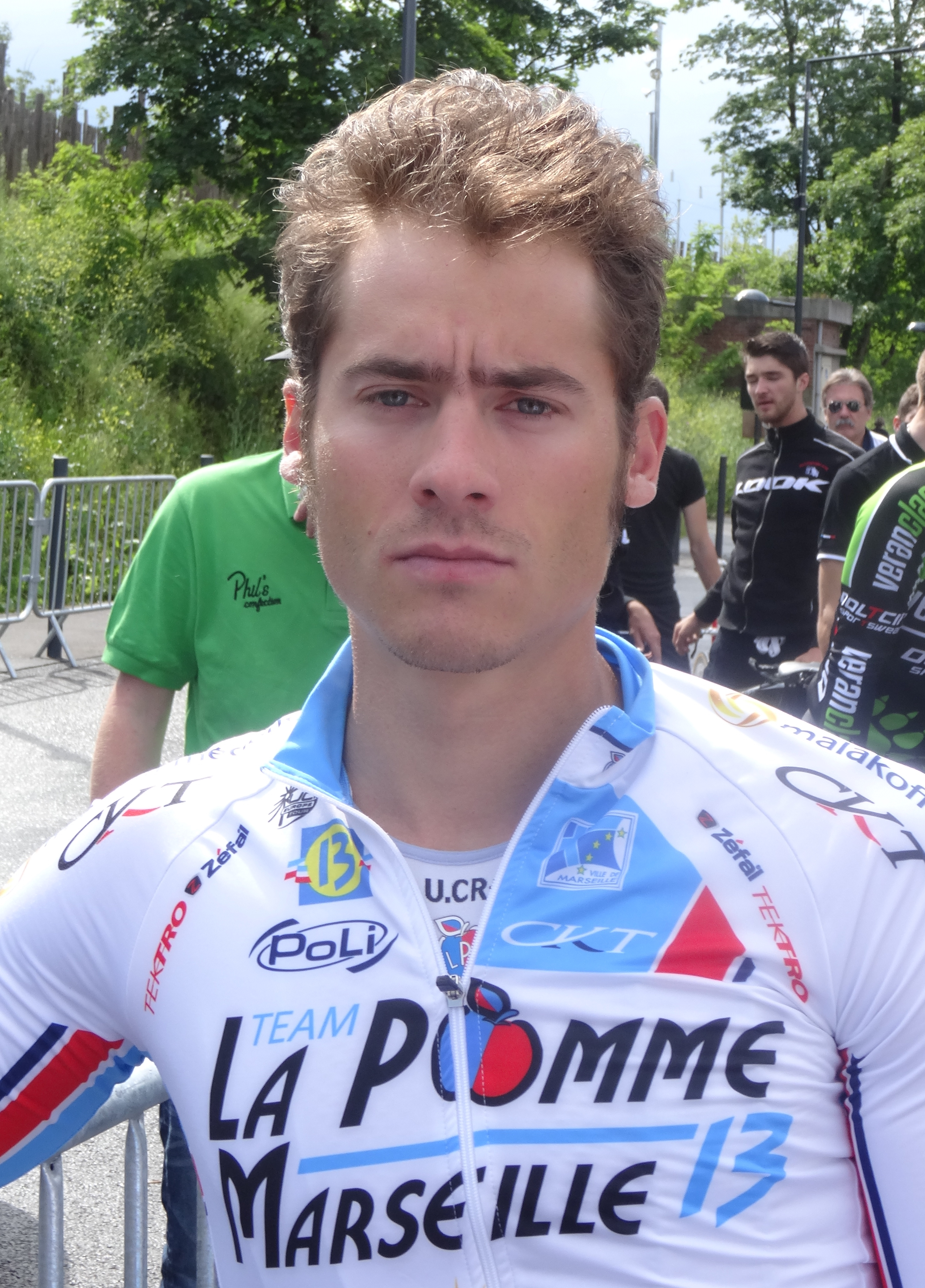
Justin Jules lors du départ de la 1re étape du Paris-Arras Tour 2014.

Il est recruté en 2011 par l'équipe continentale La Pomme Marseille, et y devient coureur professionnel. Il se fait remarquer lors de sprints dès le début de la saison avec des places d'honneur sur l'Étoile de Bessèges et sur le Tour méditerranéen au mois de février. Au mois d'avril, il termine cinquième du Tour du Finistère, juste derrière Thomas Voeckler. En fin de saison, il s'illustre au Tour de Hainan en Chine, épreuve hors-catégorie où il remporte une étape (ce qui constitue sa première victoire chez les professionnels) et porte le maillot de leader de cette course pendant une semaine.
En 2012, il rejoint la nouvelle équipe continentale française Véranda Rideau-Super U mais sa saison est perturbée par une mononucléose. Justin Jules se classe tout de même quinzième du championnat de France sur route et décroche quelques places d'honneur sur d'autres courses.  Véranda Rideau-Super U disparaissant en fin d'année, il retourne en 2013 dans l'équipe La Pomme Marseille. 
Il s'impose lors de la première course de l'année au Grand Prix d'ouverture La Marseillaise devant Samuel Dumoulin, qu'il bat au sprint. En février, il termine huitième du Tour du Haut-Var puis cinquième de la Classic Loire-Atlantique et troisième de la route Adelie en mars, ce qui lui permet de conserver son statut de Leader de la coupe de France avant une lourde chute au GP de Denain qui le mettra à l’arrêt plusieurs semaines. En fin de saison, il se classe à six reprises dans les dix premiers à l'arrivée des étapes du Tour de Hainan. Il réitère quatre fois cette performance au Tour du lac Taihu.
En 2014, il gagne la 5e étape du Tour d'Azerbaïdjan. Au mois de juin, il est cinquième du classement général de la Ronde de l'Oise. En fin de saison, il signe un contrat en faveur de l'équipe continentale belge Veranclassic-Ekoï comme son coéquipier Thomas Vaubourzeix.

#### 2015-2019: les années belges

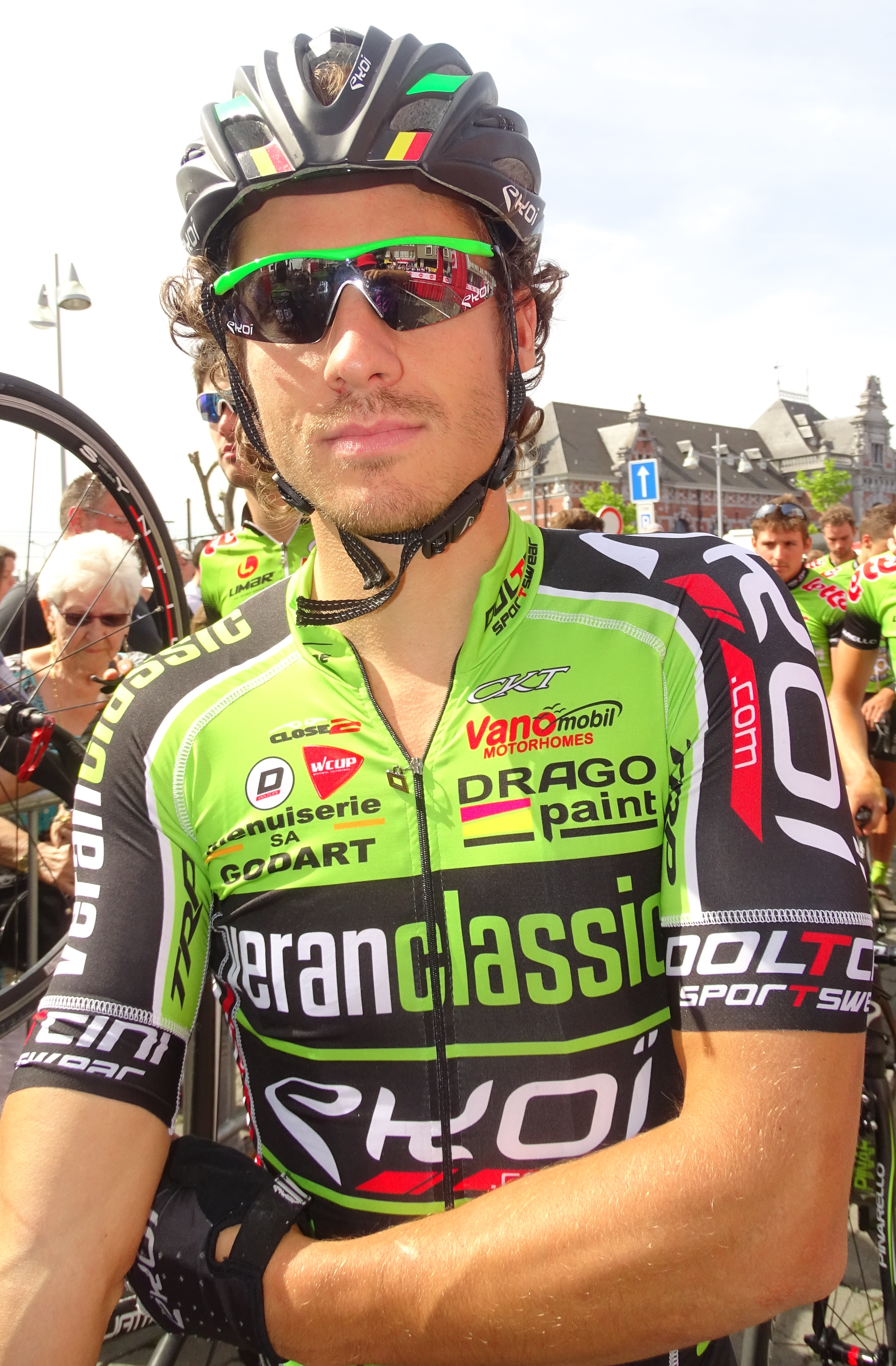
Justin Jules au Grand Prix Pino Cerami 2015

Au premier semestre de l'année 2015, Justin Jules se fait remarquer en Belgique en se classant deuxième de la Nokere Koerse et continue d’être régulièrement aux avants postes des courses françaises. Il remporte la cinquième étape du Tour du Maroc ainsi que le classement par points de cette course au mois d'avril. En mai, il gagne au sprint la première étape du Triptyque ardennais et endosse provisoirement le maillot de leader de l’épreuve belge. En fin de saison, il renouvelle le contrat qui le lie à la formation Veranclassic-Ekoï.
Au premier semestre 2016, il s'adjuge en solitaire la huitième étape du Tour du Maroc courue entre Essaouira et Safi et la deuxième étape du Tour de Tunisie. Durant l'été il gagne le Grand Prix de Saint-Nicolas au sprint devant  Alfdan De Decker et Anthony Giacoppo. Il est également cinquième de la Flèche du port d'Anvers. En octobre il est aligné par son équipe au Sharjah International Cycling Tour où il se classe sixième de la seconde étape. Toujours aux Émirats arabes unis il termine cinquième de l'UAE Cup quelques jours plus tard.
En 2017, il intègre l'équipe continentale professionnelle belge WB-Veranclassic-Aqua Protect. Sous ses nouvelles couleurs, il gagne la 1re étape du Tour La Provence au mois de février. Engagé par sa formation sur le Tour de Normandie, il s'y adjuge la quatrième étape et le classement par points. Lors du Circuit de la Sarthe disputé en avril, il remporte la première étape devant le champion de France Arthur Vichot et endosse le maillot de leader, 32 ans après la victoire finale de son père Pascal. Au deuxième semestre, il termine troisième du Grand Prix Jef Scherens, quatrième de la Course des raisins, sixième du Grand Prix de Fourmies ou encore deuxième du tour de Vendée.
Toujours membre de la formation WB-Aqua Protect-Veranclassic en 2018, il engrange quelques accessits en début de saison. Il se classe ainsi cinquième de Kuurne-Bruxelles-Kuurne et huitième du Tour de l'Alentejo avant de gagner la première étape du Circuit de la Sarthe, où il finit également troisième du classement général. Encore au printemps, il participe à plusieurs classiques flandriennes et ardennaises dont le Tour des Flandres, Liège-Bastogne-Liège, Gand-Wevelgem ou le Grand Prix E3. Il termine dans les trente premiers de ces deux dernières épreuves. Dans la deuxième partie de saison, il finit septième du tour de Norvège et s'adjuge la troisième place du Circuit Mandel-Lys-Escaut au sprint derrière Wouter Wippert et Herman Dahl. Il se classe également sixième de la Course des raisins.
Justin Jules multiplie les accessits au début de saison 2019. Il se classe ainsi sixième du Grand Prix de Denain et  septième de la Nokere Koerse avant de s'offrir une belle cinquième place au sprint lors des Trois Jours de Bruges-La Panne juste derrière Nacer Bouhanni en mars. Cette performance réalisée sur une course inscrite au calendrier de l'UCI World Tour surprend certains observateurs quand ils découvrent que le coureur français a été retardé par une chute à neuf kilomètres de l'arrivée et que son dérailleur était bloqué sur un développement de 54 × 11. Il obtient aussi quelques bons résultats au mois d'avril où il s'adjuge la seconde place de la Volta Limburg Classic à la photo finish et plusieurs places d'honneur au Circuit de la Sarthe. En mai, il s'impose lors de la première étape du Tour d'Aragon et endosse le maillot de leader de l'épreuve espagnole pendant une journée. Quelques semaines plus tard il est deuxième de la première étape du Tour de Luxembourg derrière son compatriote Christophe Laporte mais se blesse en chutant lourdement juste au moment de franchir la ligne d'arrivée et doit abandonner.

#### 2020-2021: le retour en France
En 2020, il signe un contrat avec l'équipe Nippo Delko One Provence, la formation de ses débuts professionnels,. En février de la même année, il tombe lourdement lors de la deuxième étape du Tour d'Arabie saoudite, se fracturant le tibia, la malléole et le péroné. Il est opéré à l'hôpital de Marseille pour reconstruire sa cheville. Il n'a pas recouru depuis.

## Palmarès et classements mondiaux

### Palmarès sur route
- 2009
  - Grand Prix d'Ambrières-les-Vallées
- 2010
  - 7e étape du Circuit des plages vendéennes
  - Circuit de la vallée de la Loire
  - Ronde mayennaise
  - 2e des Boucles Nationales du Printemps
  - 2e de Jard-Les Herbiers
  - 3e du Circuit des plages vendéennes
  - 3e des Boucles de la Loire
  - 3e du Grand Prix Christian Fenioux
- 2011
  - 1re étape du Tour de Hainan
- 2013
  - Grand Prix d'ouverture La Marseillaise
  - 3e de la Route Adélie de Vitré

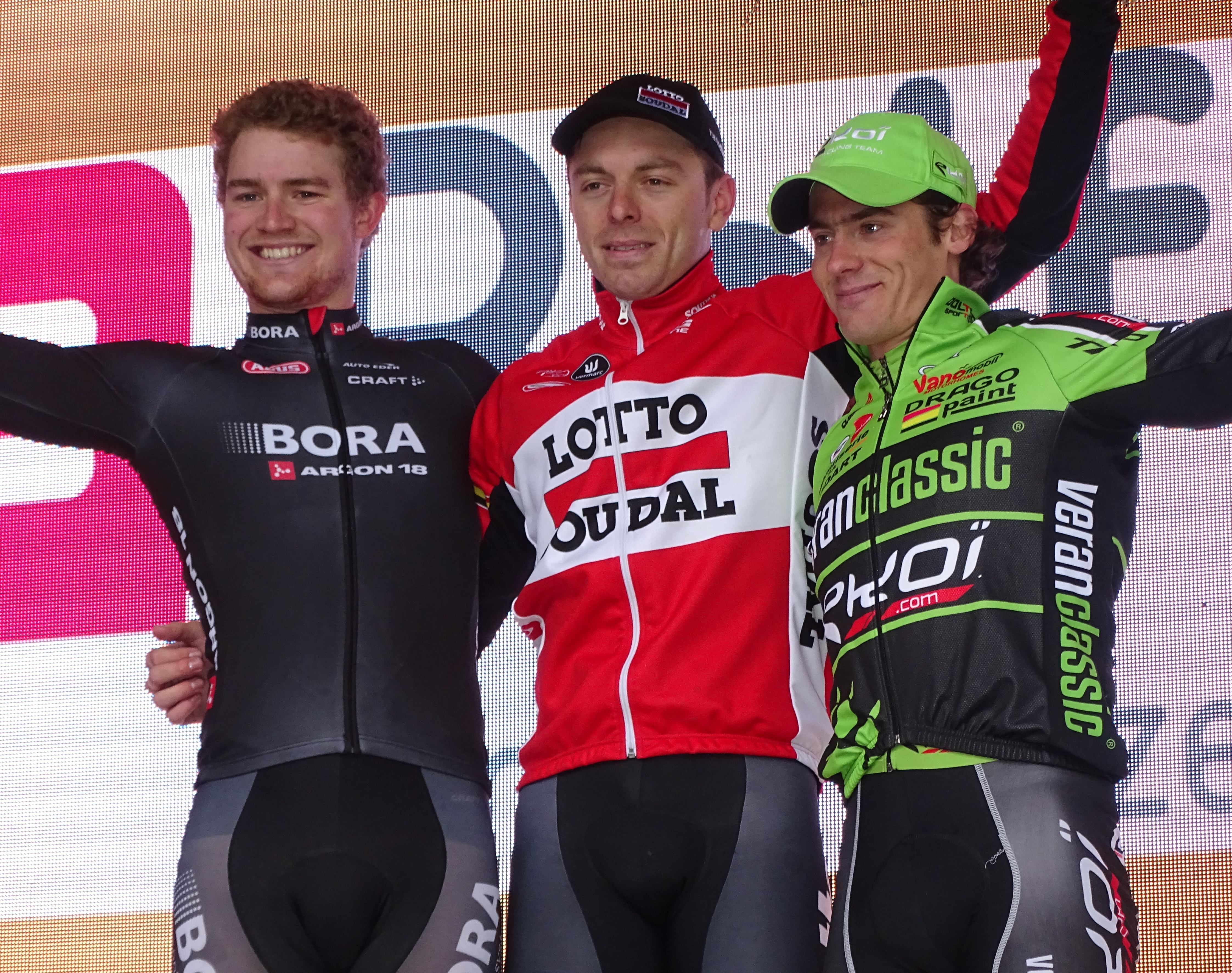
Podium de l'édition 2015 de la Nokere Koerse : Scott Thwaites (3e), Kris Boeckmans (1er) et Justin Jules (2e).

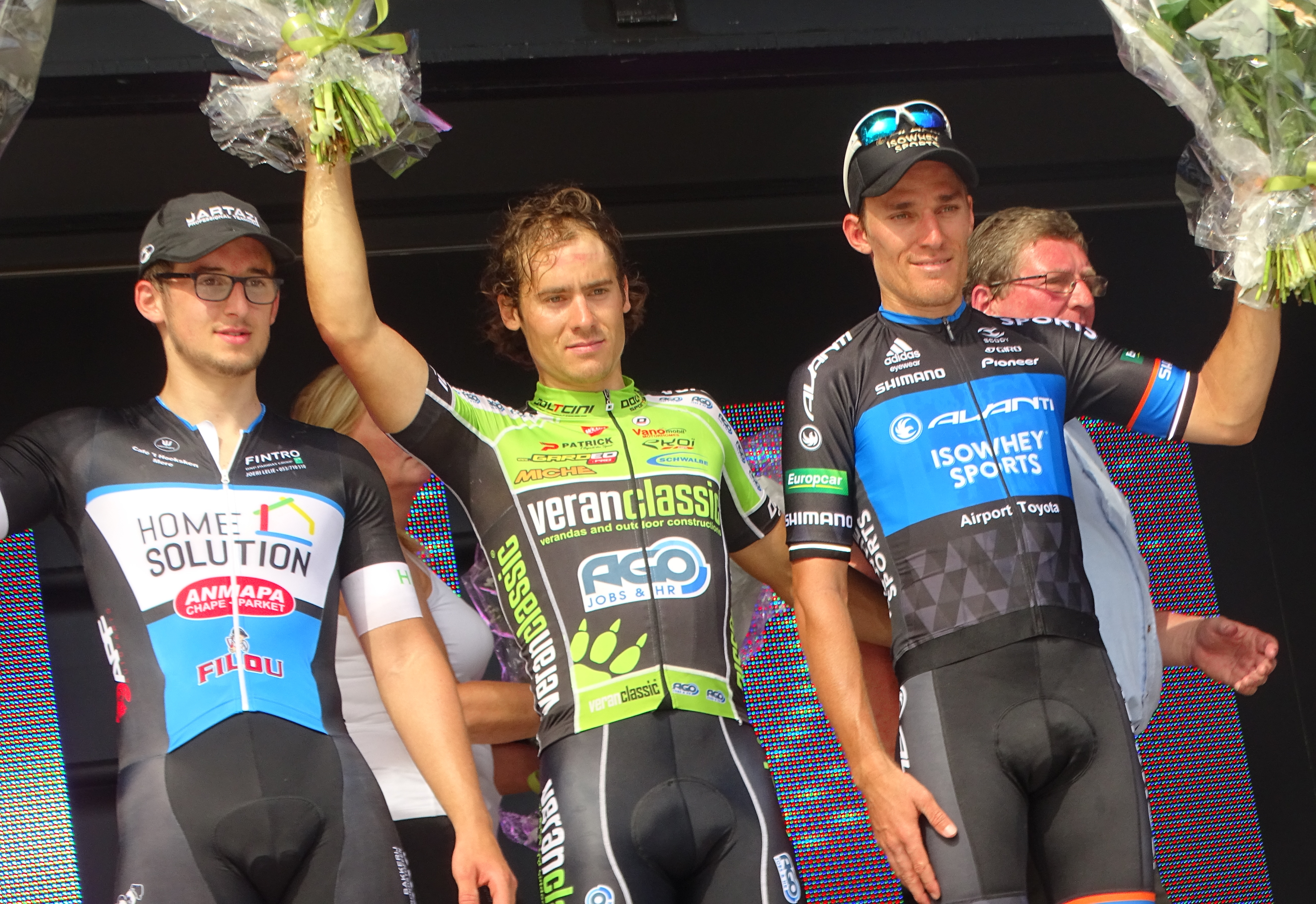
Podium de l'édition 2016 du Grand Prix de la ville de Saint-Nicolas : Alfdan De Decker (2e), Justin Jules (1er) et Anthony Giacoppo (3e).

- 2014
  - 5e étape du Tour d'Azerbaïdjan
- 2015
  - 5e étape du Tour du Maroc
  - 1re étape du Triptyque ardennais
  - 2e de la Nokere Koerse

- 2016
  - 8e étape du Tour du Maroc
  - 2e étape du Tour de Tunisie
  - Grand Prix de Saint-Nicolas
- 2017
  - 1re étape du Tour La Provence
  - 4e étape du Tour de Normandie
  - 1re étape du Circuit de la Sarthe
  - 2e du Tour de Vendée
  - 3e du Grand Prix de Lillers-Souvenir Bruno Comini
  - 3e du Tour de Normandie
  - 3e du Grand Prix Jef Scherens
- 2018
  - 1re étape du Circuit de la Sarthe
  - 3e du Circuit de la Sarthe
  - 3e du Circuit Mandel-Lys-Escaut
- 2019
  - 1re étape du Tour d'Aragon
  - 2e de la Volta Limburg Classic
  - 5e des Trois Jours de Bruges-La Panne

### Classements mondiaux
| Année           | 2011 | 2012 | 2013 | 2014 | 2015 | 2016 | 2017 |
| --------------- | ---- | ---- | ---- | ---- | ---- | ---- | ---- |
| UCI Africa Tour |      |      |      |      | 62e  | 135e |      |
| UCI Asia Tour   | 256e | 12e  | nc   | 102e |      |      |      |
| UCI Europe Tour | 323e | 324e | 43e  | 353e | 111e | 522e | 31e  |

## Distinction
- Challenge DirectVelo Belgique (catégorie « meilleur étranger »)[36] : 2015